# Parafia św. Wojciecha w Borui Kościelnej
Parafia św. Wojciecha w Borui Kościelnej – parafia rzymskokatolicka, znajdująca się w archidiecezji poznańskiej, w dekanacie lwóweckim.